# Entyloma globigenum
Entyloma globigenum är en svampart som beskrevs av Thirum. & Safeeulla 1951. Entyloma globigenum ingår i släktet Entyloma och familjen Entylomataceae.   Inga underarter finns listade i Catalogue of Life.